# Phân tích phương trình vi phân từng phần bằng phương pháp số
Phân tích phương trình vi phân từng phần bằng phương pháp số là một nhánh nghiên cứu của phân tích số, hay còn gọi là giải tích số, một lĩnh vực nghiên cứu về lời giải số cho các phương trình vi phân từng phần (PDEs).

## Giải pháp số cho phương trình vi phân toàn phần

### Phương pháp sai phân hữu hạn
Trong phương pháp này, các hàm số được miêu tả bằng giá trị của chúng tại các điểm lưới nhất định và các đạo hàm được xấp xỉ thông qua sự khác nhau trong các giá trị này.

### Phương pháp dòng
Phương pháp dòng (MOL, NMOL, NUMOL) là một kỹ thuật để giải các phương trình vi phân từng phần (PDEs) trong đó không phải tất cả mà chỉ một chiều được rời rạc hóa. MOL cho phép các phương pháp tiêu chuẩn, có mục đích chung và các phần mềm, được phát triển để sử dụng cho tích phân số của phương trình vi phân thường (ODEs) và các phương trình sai phân đại số (DAEs). Một số lượng lớn các thường trình tích phân đã được phát triển trong những năm qua dựa trên nhiều ngôn ngữ lập trình khác nhau, và một số đã được công bố dưới dạng các tài nguyên nguồn mở.
Phương pháp dòng thường được dùng để xây dựng hoặc phân tích các phương pháp số cho các phương trình vi phân từng phần bằng cách trước tiên rời rạc hóa các đạo hàm không gian trong khi để lại các biến thời gian liên tục (không bị rời rạc hóa). Điều này dẫn đến một hệ các phương trình vi phân thường, với hệ này một phương pháp số cho các phương trình thường giá trị ban đầu có thể được áp dụng. Phương pháp dòng đã xuất hiện từ đầu những năm 1960.

### Phương pháp phần tử hữu hạn
Phương pháp phần tử hữu hạn (FEM) là một trong những giải pháp số phục vụ cho việc tìm kiếm lời giải gần đúng cho bài toán giá trị biên của các phương trình vi phân. Nó sử dụng các phương pháp biến thiên (tính toán biến thiên) để giảm thiểu hàm lỗi và cho ra lời giải ổn định. Tương tự như ý tưởng rằng nối nhiều đường thẳng nhỏ xíu có thể mô tả một cách xấp xỉ một vòng tròn lớn, FEM bao gồm tất cả các phương pháp kết nối nhiều phương trình phần tử đơn giản trên nhiều miền phụ nhỏ, được đặt tên là các phần tử hữu hạn, để xấp xỉ một phương trình phức tạp hơn trên một miền lớn hơn.

### Phương pháp thể tích hữu hạn
Phương pháp thể tích hữu hạn là một phương pháp miêu tả và đánh giá các phương trình vi phân từng phần dưới dạng các phương trình đại số [Leveque, 2002; Toro, 1999]. Tương tự như phương pháp sai phân hữu hạn hoặc phương pháp phần tử hữu hạn, các giá trị được tính toán tại các vị trí rời rạc trên một hình dạng được chia ra thành các ô lưới. "Thể tích hữu hạn" muốn nói đến thể tích nhỏ xung quanh mỗi điểm nút trên lưới. Trong phương pháp thể tích hữu hạn, tích phân thể tích trong phương trình vi phân từng phần có chứa một số hạng div được chuyển đổi thành tích phân bề mặt, nhờ định lý phân kỳ. Những số hạng này sau đó được đánh giá như là các thông lượng (fluxes) tại các bề mặt của mỗi thể tích hữu hạn. Bởi vì thông lượng đi vào một thể tích nào đó phải bằng với thông lượng đi ra khỏi thể tích liền kề với nó, phương pháp này áp dụng định luật bảo toàn. Một ưu điểm khác của phương pháp thể tích hữu hạn là nó có thể được công thức hóa một cách dễ dàng để cho sử dụng cho các hệ lưới phi cấu trúc. Phương pháp này được sử dụng trong nhiều gói phần mềm động lực học chất lưu tính toán.

### Phương pháp phổ
Các phương pháp phổ là các giải pháp được sử dụng trong toán học ứng dụng và tính toán khoa học để tìm ra lời giải số cho phương trình vi phân nào đó, thường liên quan đến việc sử dụng biến đổi Fourier nhanh (FFT). Ý tưởng là viết lời giải của phương trình vi phân như là một tổng của các "hàm cơ sở" nhất định (ví dụ, như một chuỗi Fourier là tổng của các hàm sin) và sau đó chọn các hệ số cho các số hạng trong chuỗi tổng sao cho thỏa mãn phương trình vi phân.
Phương pháp phổ và các phương pháp phần tử hữu hạn có liên quan chặt chẽ với nhau và được xây dựng dựa trên các ý tưởng giống hệt nhau; sự khác biệt chính giữa chúng là các phương pháp quang phổ sử dụng các hàm cơ sở khác không trên toàn miền tổng thể, trong khi các phương pháp phần tử hữu hạn sử dụng các hàm cơ sở khác không chỉ trên các miền phụ. Nói cách khác, các phương pháp quang phổ dùng cách tiếp cận tổng thể trong khi các phương pháp phần tử hữu hạn sử dụng cách tiếp cận cục bộ địa phương. Một phần vì lý do mà các phương pháp quang phổ có đặc tính lỗi tuyệt vời, với cái gọi là "sự hội tụ mũ" là nhanh nhất có thể, khi lời giải là lời giải mịn. Tuy nhiên, không có các kết quả thu giữ sốc phổ miền đơn ba chiều đã biết. Trong cộng đồng sử dụng phương pháp phần tử hữu hạn, phương pháp trong đó bậc của các phần tử rất cao hoặc tăng lên khi tham số lưới h giảm xuống bằng không đôi khi được gọi là phương pháp phần tử phổ.

### Các phương pháp lưới tự do
Các phương pháp lưới tự do là những phương pháp không đòi hỏi lưới kết nối các điểm dữ liệu của miền mô phỏng. Các phương pháp lưới tự do cho phép mô phỏng một số loại bài toán khó, nhưng cần nhiều thời gian tính toán và nỗ lực lập trình.

### Các phương pháp phân ly miền
Các phương pháp phân ly miền giải quyết bài toán giá trị biên bằng cách chia nó thành các bài toán giá trị biên nhỏ hơn trên các miền phụ và thực hiện phép lặp để phối hợp lời giải giữa các miền phụ tiếp giáp nhau. Một bài toán thô với một hoặc một vài ẩn số trên mỗi miền phụ được sử dụng để kết hợp lời giải giữa các miền phụ một cách tổng thể. Các bài toán trên các miền phụ là độc lập với nhau, vì vậy các phương pháp phân ly miền rất thích hợp cho việc tính toán song song. Các phương pháp phân ly miền thường được sử dụng như là preconditioners (bộ phận xử lý sơ bộ) cho các phương pháp lặp không gian Krylov, chẳng hạn như phương pháp gradient liên hợp hay GMRES.
Trong các phương pháp phân ly miền chồng lấn, các miền phụ chồng lên nhau vượt cả giao diện giữa chúng. Các phương pháp phân ly miền chồng lấn bao gồm phương pháp xen kẽ Schwarz và phương pháp Schwarz bổ sung. Nhiều phương pháp phân ly miền có thể được viết và phân tích như là một trường hợp đặc biệt của phương pháp Schwarz bổ sung trừu tượng.
Trong các phương pháp không chồng lấn, các miền phụ chỉ giao nhau tại giao diện giữa chúng. Trong các phương pháp cơ bản, chẳng hạn như Cân bằng phân ly miền và BDDC, tính liên tục của lời giải xuyên suốt giao diện miền phụ được áp đặt bằng cách trình bày giá trị của lời giải trên tất cả các miền phụ cạnh nhau bởi cùng một ẩn số. Trong các phương pháp đối ngẫu, như FETI, tính liên tục của lời giải trên khắp giao diện miền phụ được áp đặt bằng các sử dụng nhân tử Lagrange. Phương pháp FETI-DP là một phương pháp lai giữa một phương pháp đối ngẫu và một phương pháp cơ bản.
Các phương pháp phân ly miền không chồng lấn cũng được gọi là các phương pháp cấu trúc phụ lặp.
Các phương pháp motar là các phương pháp rời rạc hóa phương trình vi phân từng phần, trong đó sử dụng sự rời rạc riêng rẽ trên các miền phụ không chồng lấn. Các ô lưới trên các miền phụ không thỏa mãn điều kiện biên tại giao diện, và tính liên tục của lời giải tại giao diện thì sẽ bị áp đặt bằng cách sử dụng các nhân tử Lagrange, các nhân tử này phải được lựa chọn một cách đúng đắn để bảo toàn tính chính xác của lời giải. Trong thực tế kỹ thuật sử dụng phương pháp phần tử hữu hạn, nếu tính liên tục của lời giải giữa các miền phụ không được thỏa mãn thì sẽ áp đặt bằng cách sử dụng các giới hạn đa điểm (multiple-point constraints).
Mô phỏng phần tử hữu hạn của các mô hình kích thước vừa yêu cầu giải các hệ thống tuyến tính với hàng triệu ẩn số. Vài giờ cho mỗi bước thời gian là thời gian chạy liên tục trung bình, do đó, việc tính toán song song là rất cần thiết. Các phương pháp phân ly miền có tiềm năng lớn phục vụ cho sự song song hóa các phương pháp phần tử hữu hạn, và là cơ sở cho các tính toán phân bố, song song.

### Các phương pháp đa lưới
Các phương pháp đa lưới (Multigrid, MG) trong phân tích số là một nhóm các thuật toán để giải quyết các phương trình vi phân sử dụng một hệ thống phân cấp sự rời rạc hóa. Chúng là một ví dụ về một loại của các kỹ thuật được gọi là các phương pháp đa phân giải (multiresolution), rất hữu ích trong (nhưng không giới hạn) các bài toán ứng xử đa quy mô. Ví dụ, nhiều phương pháp nới lỏng (relaxation) cơ bản có tốc độ hội tụ của các thành phần bước sóng ngắn và dài là khác nhau, điều này đề xuất rằng các quy mô khác nhau này nên được đối xử khác nhau, như trong cách tiếp cận phân tích Fourier với phương pháp đa lưới.  Các phương pháp MG có thể được sử dụng như các solvers (bộ phận giải và đưa ra đáp án) cũng như preconditioners (bộ phận xử lý sơ bộ).
Ý tưởng chính của phương pháp là nhằm gia tốc sự hội tụ của phương pháp lặp cơ sở bằng cách điều chỉnh tổng thể theo thời gian, được thực hiện bằng cách giải một bài toán thô. Nguyên tắc này cũng tương tự như việc nội suy giữa các lưới thô hơn và mịn hơn. Ứng dụng điển hình của phương pháp đa lưới là trong việc tìm ra lời giải số của phương trình vi phân từng phần elliptic trong hai hay nhiều chiều.
Các phương pháp đa lưới có thể được áp dụng trong sự kết hợp với kỹ thuật rời rạc phổ biến bất kỳ nào. Ví dụ, phương pháp phần tử hữu hạn có thể được viết lại như một phương pháp đa lưới. Trong những trường hợp như vậy, các phương pháp đa lưới là một trong những kỹ thuật tìm lời giải nhanh nhất được biết đến hiện nay. Ngược lại với các phương pháp khác, các phương pháp đa lưới có điểm chung ở chỗ chúng có thể xử lý các vùng và điều kiện biên tùy bất kỳ. Chúng không phụ thuộc vào sự riêng sẽ của các phương trình hoặc các tính chất đặc biệt khác của phương trình. Chúng cũng được sử dụng rộng rãi cho các hệ phương trình không đối xứng và phi tuyến phức tạp hơn, như là hệ đàn hồi Lamé hay các phương trình Navier-Stokes.

## So sánh giữa các phương pháp
Phương pháp sai phân hữu hạn thường được coi là phương pháp đơn giản nhất để học và áp dụng. Phương pháp phần tử hữu hạn và phương pháp thể tích hữu hạn được sử dụng rộng rãi trong kỹ thuật và trong động lực học chất lưu tính toán, và rất phù hợp với các bài toán có dạng hình học phức tạp. Các phương pháp quang phổ nói chung là chính xác nhất, với điều kiện là các giải pháp (solutions) là đủ mịn.